# Biserica de lemn „Sfântul Nicolae” din Beleavinți
Biserica de lemn „Sf. Nicolae” este o biserică amplasată în Beleavinți, raionul Briceni, Republica Moldova. Este un monument arhitectural de importanță națională inclus în Registrul monumentelor Republicii Moldova ocrotite de stat cu nr. 33 (raionul Briceni). Datează din 1902.